# XHamster
xHamster ist eine 2007 gegründete Pornowebsite des zyprischen Unternehmens Hammy Media Ltd mit Hauptsitz in Limassol. Sie zeigt kostenfrei pornografische Amateurvideos, Webcam-Models und pornografische Fotografie. Nutzer können Profile anlegen und Inhalte hochladen. Im Rahmen von Kampagnen gegen Pornografie wurde sie mehrmals von Regierungen verschiedener Staaten gesperrt. Auch in Deutschland wurden Sperrverfügungen an Internet-Provider ausgestellt. 2017 verzeichnete die Website mehr als 10 Millionen registrierte Benutzer.

## Geschichte
Laut im Oktober 2021 veröffentlichter Rechercheergebnisse von Der Spiegel und STRG_F wurde die Website Anfang 2007 von den Russen Oleg Netepenko und Dmitri Gussew gegründet. Sie war dem Vorbild damals aktueller Social-Media-Plattformen nachempfunden. Laut einem Unternehmenssprecher ging es den lange anonym gebliebenen Gründern zunächst darum, eigene Vorlieben für erotische Chats, Bilder und Amateurvideos auszuleben und eine Möglichkeit zu schaffen, freundschaftliche und intime Kontakte herzustellen. Mit bis zu 25 Millionen Nutzern pro Tag zählt xHamster nach XVideos und Pornhub zu den beliebtesten Pornowebsites weltweit.
Im August 2018 richtete xHamster einen „Porn for Women“-Wettbewerb ein, wobei 25.000 Dollar Preisgeld von Amateurfilmmachern sowie etablierten Regisseuren zu gewinnen waren. Laut der Website ist das Ziel der Kampagne, mehr Pornos verfügbar zu machen, die von Frauen gedreht wurden und von Frauen angesehen werden. xHamster hat berichtet, dass etwa 30 Prozent ihrer Zuschauer (Tendenz steigend) Frauen seien, wogegen 90 Prozent der Inhalte der Website von und für Männer gemacht sind. Am 1. September 2018 wurde für Amateurfilmer und professionelle Produzenten die Möglichkeit geschaffen, sich um Stipendien im Bereich von 500 bis 10.000 US-Dollar zu bewerben. Die besten Clips werden von einer Jury aus Fans, Pornostars, Journalisten und xHamster-Mitarbeitern ausgewählt. Die Filme werden kostenlos und ohne Zinsansprüche von xHamster zur Verfügung gestellt.
Als die US-Regierung von Dezember 2018 bis Januar 2019 aufgrund einer Haushaltskrise schloss, wurden fast 800.000 Bundesangestellte in Zwangsurlaub geschickt oder gezwungen, ohne Lohn zu arbeiten. Als Reaktion darauf bot xHamster allen betroffenen Regierungsangestellten freien Zugang zu den pornografischen Premium-Inhalten der Website an.
Auf der Grundlage einer Umfrage von xHamster unter 50.000 Befragten aus über 150 Staaten berichtete das Magazin Cosmopolitan im Mai 2019, dass „die ideale Traumfrau eine 25-jährige, 5'5" (165 cm), eurasische, bisexuelle Frau namens ‚Shy Yume‘ ist“. Die Website erstellte einen Instagram-Account mit dem Namen Shy Yume einschließlich Fotos eines Models, auf das die Beschreibung passt.

## Inhalte
Auf der Website sind verschiedene pornografische Videos, Fotos und Texte verfügbar. Die Inhalte sind in Kategorien eingeteilt, die verschiedene sexuelle Präferenzen widerspiegeln. Benutzer, die Dateien hochladen, können selbst aus den Kategorien wählen. „Amateur“ ist die beliebteste Kategorie und enthält 30 Prozent aller Videos. Ein kostenpflichtiges Zusatzangebot stellen Livestreams mit Models dar. Die Models können über einen Chat mit den Zuschauern kommunizieren und von diesen Trinkgelder erhalten. xHamster akzeptiert Bitcoin als Zahlungsmittel. Besucher können einen Nachtmodus wählen, der die Website in gedimmter Beleuchtung erscheinen lässt.
Benutzer haben ein Profil, das unter anderem ein Profilbild, das Geschlecht und die von Benutzer hochgeladenen Dateien enthält. Die Benutzer können andere Benutzer als Freunde annehmen sowie Bewertungen und Kommentare abgeben. Der Grad an Privatsphäre des eigenen Accounts kann individuell eingestellt werden. Es besteht die Möglichkeit, unerwünschte Anfragen zu blockieren und einen Identitätsnachweis zu erbringen, damit der Account vertrauenswürdiger erscheint.
Ab etwa 2010 veröffentlichte die Website erotische Kurzgeschichten. Die Rubrik „Story“ der deutschen Website enthielt zuletzt Tausende von Kurzgeschichten, die von Benutzern in deutscher Sprache geschrieben wurden. Einige Benutzer haben Hunderte von Geschichten veröffentlicht, wobei die beliebtesten Geschichten bis zu 300.000 Aufrufe hatten. Die Themen reichten von Inzest- und Weltraumpornos bis hin zu Fantasien über prominente Frauen. Die Präsentation von Kurzgeschichten wurde zum 23. Dezember 2020 eingestellt.

## Reichweite
Im August 2019 belegte xHamster Platz 61 im Alexa-Ranking der meistbesuchten Internetseiten weltweit und Platz 13 im Deutschland-Ranking.
Im Mai 2020 landete xHamster im Ranking des IT-Unternehmens SimilarWeb auf Platz 12 der meistbesuchten Websites in Deutschland und rangierte damit als beliebteste Porno-Website zwei Plätze vor dem Mitbewerber Pornhub.

## Planned Parenthoodin den USA
Im Februar 2017 scheiterte ein Gesetzesvorhaben im US-Bundesstaat Utah, das eine Liberalisierung des Aufklärungsunterrichts zum Gegenstand hatte. Sexualunterricht besteht in Utah im Wesentlichen aus dem Verfechten von Abstinenz und sexueller Enthaltsamkeit. Als Reaktion hierauf erschien Besuchern aus Utah auf der Website automatisch ein Pop-up mit dem Angebot, die Aufklärungsserie The Box anzusehen. Ein Verfechter des abgelehnten Gesetzes kritisierte, dass sexuelle Aufklärung immer mehr Pornowebseiten wie xHamster oder Pornhub überlassen werde.
Nachdem Donald Trump im Februar 2017 per Beschluss die Finanzierung für Planned-Parenthood-Kliniken erschwerte, entschied sich der Anbieter, auf seiner Website über Planned Parenthood zu informieren und zu Spenden für die Organisation aufzurufen. Das Unternehmen betonte, welche Bedeutung reproduktive Rechte, der Zugang zu Verhütungsmitteln, kostengünstige Vorsorgeuntersuchungen sowie vorurteilsfreie Aufklärungsarbeit aus seiner Sicht für kommerzielle und private Sexdarsteller haben.

## Zensur
Die Website wird auf technischem Weg immer wieder von Regierungen einiger Staaten blockiert. Im August 2015 ordnete die indische Regierung das Blockieren einiger Websites, darunter xHamster, an. Ebenso ordnete ein regionales Gericht der russischen autonomen Republik Tatarstan die Sperrung der Website an. 2017 veröffentlichte xHamster eine Statistik, die die Effektivität von Website-Blockaden in Frage stellt. So verzeichnete xHamster 125 Millionen Klicks aus Thailand und 95 Millionen Klicks aus der Türkei. In beiden Staaten ist xHamster gesperrt.
2017 kam es in einigen US-Bundesstaaten zu Bemühungen, bestimmte Netzinhalte, darunter pornografische Internetseiten, zu beschränken. Begründet wurde dies unter anderem mit dem Kampf gegen Menschenhandel. Die neuen Regelungen enthielten etwa die Verpflichtung von Herstellern, elektronische Geräte mit einem Inhaltsfilter auszustatten. Einige Menschenrechtsaktivisten bezeichneten die Einbeziehung von Pornowebsites in die Regelungen als Beschränkung der Meinungsfreiheit und Eingriff in die Privatsphäre.
Ein weiterer, indirekter Aspekt der Internet-Zensur für pornografische Websites stellen Beschränkungen der Netzneutralität dar. Betreiber entsprechender Seiten äußerten die Befürchtung, dass Pornowebsites benachteiligt würden, wenn Netzneutralität nicht mehr gewährleistet sei. Auch wenn das Internet bewusst gedrosselt würde, hätte dies gerade für Internetportale gravierende Folgen, die hauptsächlich vom Hochladen des Materials eigener Nutzer lebten.
Am 3. März 2022 beschloss die Kommission für Jugendmedienschutz (KJM) einstimmig, dass die Subdomain de.xhamster.com in Deutschland gesperrt werden muss. Diese Sperrung in Deutschland ist nur bedingt wirksam.
Der Internet-Provider Telefónica plant Rechtsmittel gegen die KJM-Entscheidung einzulegen.
Der Düsseldorfer Fachanwalt für Urheber- und Medienrecht Daniel Kötz sieht solche Netzsperren kritisch. Er sieht hierin einen Verstoß gegen das Grundrecht auf Meinungsfreiheit, welches auch das Recht beinhaltet, „sich aus öffentlich zugänglichen Quellen ungehindert zu unterrichten“.

## Kontroversen

### Urheberrechtsverletzungen
2011 wurde der xHamster-Anbieter von der Fraserside Holdings, einem Produzenten pornografischer Videos und Tochtergesellschaft der Private Media Group, verklagt. Streitgegenstand war eine Urheberrechtsverletzung. xHamster wurde beschuldigt, pornografisches Material der Fraserside Holdings zum Streaming angeboten zu haben. Anhängig wurde der Fall vor einem Gericht in Iowa. Der erkennende Richter wies die Klage wegen Unzuständigkeit zurück. Das Gericht verwies auf die Tatsachen, dass xHamster eine Firma mit Sitz in der Republik Zypern sei und dass keinerlei Firmentätigkeit in Iowa stattfinde. Alle Server der Firma befänden sich im Übrigen außerhalb der Vereinigten Staaten.
Ein Artikel auf Chip Online, der die Legalität des Streamens auf xHamster diskutiert, konzentriert sich auf die Frage des Urheberrechts. Weil der Betrachter eines von einem privaten Benutzer hochgeladenen Inhalts nicht wissen kann, bei wem das Urheberrecht liegt, befinde er sich in einer „rechtlichen Grauzone“, obschon es unwahrscheinlich sei, dass es zu einer Abmahnung komme. Der Autor empfiehlt jedoch, bei unklarer Urheberrechtslage auf Downloads zu verzichten.

### Illegale Inhalte
In der Vergangenheit konnten Fotos und Videos anonym auf xHamster hochgeladen werden. VICE berichtete 2020, dass xHamster nach eigenen Recherchen mit einem eingeschleusten Mitarbeiter unbezahlte, ungeschulte, freiwillige und anonyme Moderatoren einsetzte, die dabei beobachtet wurden, wie sie sich darüber stritten, anhand welcher Kriterien ein Minderjähriger in Pornofilmen identifiziert werden konnte. Die Freiwilligen wurden von xHamster ausdrücklich gebeten, Inhalte durchzuwinken, bei denen Zweifel an der Legalität bestanden. Mehrfach wurde xHamster die Verbreitung von Spanner-Aufnahmen vorgeworfen. xHamster stellte seine Videomoderation auf bezahlte Mitarbeiter um, ohne sich zu den Gründen zu äußern.

## Sicherheit

### Verschlüsselte Übertragung
Im Januar 2017 führte der Anbieter als einer der ersten Pornowebsiteanbieter eine HTTPS-Verschlüsselung ein. Die Verschlüsselung soll ein höheres Maß an Privatsphäre, Schutz vor Malware-Programmen und Informationssicherheit gewährleisten. Als einer der Gründe für die Verschlüsselung wurde angegeben, dass viele Besucher von xHamster aus Staaten stammten, in denen Pornografie illegal sei.

### Manipulierende Werbeeinblendungen
Der Wissenschaftler Conrad Longmore fand im April 2013 heraus, dass die Werbung auf xHamster dazu diente, Malware auf den Rechnern der Nutzer ohne deren Erlaubnis zu installieren. Longmore schilderte der BBC, dass die zwei beliebtesten Seiten – Pornhub und xHamster – die größten Gefahren in diesem Bereich darstellen. Tatsächlich kam es 2013 zu einem Angriff mit Schadprogrammen auf die Website. Im September 2015 war xHamster zusammen mit YouPorn und Pornhub erneut betroffen. Benutzernamen, E-Mail-Adressen und Passwörter von 380.000 Accounts wurden gestohlen. Die Betreiber von xHamster räumten ein, dass es aufgrund des Fehlverhaltens einer kooperierenden Werbeagentur solche Probleme gegeben habe, woraufhin entsprechende Schutzmaßnahmen implementiert wurden.

## Benutzer-Trends
Ein statistischer Bericht, der von der Website veröffentlicht wurde, fand einen Rückgang bei der Suche nach Analsex und anderen Begriffen im Zusammenhang mit hartem Sex, wie BDSM, Creampie oder Gangbang. In einem Gespräch mit bild.de führte Alex Hawkins den Rückgang auf den Rückgang der negativen Stigmatisierung von Analsex zurück, dem daher die Anziehungskraft eines Tabus fehlt. Darüber hinaus verknüpfte Hawkins das wachsende Desinteresse an harter Pornographie mit einem breiteren Trend bei den Pornonutzern der Generation Z (geboren zwischen 1997 und 2012). Die Zunahme von Suchbegriffen wie „Polyamorie“, „natürlich“, „bisexuell“ und „Trans-Porno“ in den letzten Jahren spiegelt ein wachsendes Interesse an natürlich anmutenden Pornos wider, die mehr verschiedene Arten von Körpern und Szenarien umfassen als Pornos in der Vergangenheit. Nutzer der Generation Z machen auch den größten Teil der Nutzer aus, die Live-Cam-Inhalte ansehen, während die jungen Millennials (geboren 1981–1996) und die Generation Z mehr für Pornos bezahlen als die Boomer-Generation. Der Wunsch nach einem natürlichen und „authentischen“ Porno entspricht nach Hawkins’ Meinung dem Wunsch nach Intimität, der zum Teil aus der Einsamkeit des Lebens in einer digitalen Welt geboren ist.
Mit dem US-Portal Mashable sprach xHamster-Mitarbeiter Alex Hawkins über das überraschende Comeback der Pornoindustrie dank der Millennials, allgemein definiert als die Gruppe von Menschen, die zwischen Mitte der 1990er und Anfang der 2000er Jahre geboren wurden. Hawkins erklärte, dass viele in der Pornoindustrie zwar befürchteten, dass die Millennials „der Tod der Industrie sein würden“, weil sie kostenlose Streaming-Sites dem Bezahlen von Pornos vorziehen, dass sich dies in den letzten Jahren jedoch als nicht der Fall erwiesen habe. Hawkins erklärte, dass mehr als die Hälfte der xHamster-Kunden, die für Premium-Zugang zum Portal bezahlen, Millennials seien. Außerdem stellen Millennials heute die größte zahlende Pornokonsumentenbasis dar und geben weit mehr aus als ältere Generationen, was Hawkins zu der Behauptung veranlasst, dass „die Millennials die Retter der Pornoindustrie sein könnten“.

### Jahresberichte
Im Dezember 2018 veröffentlichte xHamster einen Trendbericht unter den Nutzern der Seite im mitteldeutschen Bundesland Thüringen für das Jahr 2017. Die Informationen umfassen die zehn beliebtesten Suchbegriffe, die zehn beliebtesten Pornokategorien sowie die Gesamtzahl der Nutzer (7,2 Millionen) und die Gesamtzahl der gesehenen Pornostunden (über 3 Millionen). Eine der Top-Suchanfragen unter den Thüringern war Sarah Young, eine seit über 20 Jahren inaktive, britische Pornodarstellerin. 24 Prozent der Zuschauer aus Thüringen sind Frauen.
Im Januar 2019 veröffentlichte die Website einen Trendbericht, in dem vorausgesagt wurde, dass der Prozentsatz der weiblichen Zuschauer 2019 auf 30 Prozent steigen werde. 2018 verzeichnete die Kategorie Porno für Frauen einen Anstieg der Zuschauerzahlen um 300 Prozent, und in den USA ist diese Kategorie die am zweithäufigsten besuchte auf der Website. Der Bericht gibt auch an, dass die fünf häufigsten Suchbegriffe bei Frauen Spanking, Gay, Daddy Daughter, Pregnant und Mom sind, nennt Barcelona als Hauptstadt für erotische Filme und weist auf verschiedene Anti-Porno-Maßnahmen hin. Der Bericht gab auch an, dass die häufigsten Suchbegriffe der Benutzer unabhängig vom Geschlecht Teenager, Oma, Mama und Milf waren.
Ein zusammenfassender Bericht von Cosmopolitan über Pornotrends 2020 fand heraus, dass immer mehr Zuschauer weiblich sind und mehr Pornos am Telefon angeschaut werden. xHamster berichtete, dass der weltweit beliebteste Suchbegriff auf seiner Website Mama ist, und stellte fest, dass 28 Prozent des weltweiten Publikums weiblich sind. Weitere beliebte Suchbegriffe sind japanische Mutter und stiefmütterlicher Sohn.
In einem Trendbericht für 2020 berichtete xHamster, dass sein Anteil an weiblichen Zuschauern zunimmt und etwa ein Drittel der Gesamtnutzer ausmacht. Popularität gewann der Begriff Hotwifing, definiert als „stolze Präsentation offener Beziehungen, bei der der Mann durch das Vergnügen seiner Frau erregt wird“. Auch Natürlichkeit und Vielfalt scheinen geschätzt zu werden, wobei die Suche nach Amateurpornos und Begriffen wie Polyamory und Transporn zunimmt. In einem Gespräch mit Focus Online identifizierte Walter Hasenclever, der Sprecher der Erotikmesse Venus, xHamster als eine Seite, die die sich wandelnden Richtungen des Pornos widerspiegelt, indem sie den Nutzern erlaubt, eigene Inhalte hochzuladen und so einen Platz für Amateur-Inhalte bietet, die den sich wandelnden Wünschen der Nutzer entsprechen.
Ein Anfang 2020 von xHamster veröffentlichter Statistikbericht 2019 ergab, dass Baden-Württemberg und dessen Landeshauptstadt Stuttgart mit 24 Prozent den höchsten Anteil an weiblichen Nutzern in ganz Deutschland aufweisen. Der Anteil weiblicher Pornokonsumenten nimmt im Südwesten Deutschlands am stärksten zu, mit einem Anstieg von sechs Prozent von 2018 bis 2019. Bayern und Berlin weisen mit knapp über 20 Prozent die nächsthöchsten Anteile weiblicher xHamster-Nutzer auf, gefolgt von Sachsen-Anhalt, Schleswig-Holstein und Thüringen. Porno-Nutzer im Allgemeinen, ohne Rücksicht auf das Geschlecht, nehmen in Berlin und Thüringen am schnellsten zu.

### COVID-19-Pandemie
Als sich die COVID-19-Pandemie ausbreitete, tauchten Anfang März 2020 auf xHamster und anderen Streaming-Sites Pornos mit Titeln auf, die das Wort „Coronavirus“ enthielten.
Der Sprecher von xHamster, Walter Hasenclever, bemerkte, dass während der COVID-19-Krise ein Anstieg der Besucherzahlen zu erwarten sei, ein Effekt, der jedoch durch Familien, die während der Quarantäne auf engstem Raum leben, gedämpft werden könne. Der Anstieg der Pornobesucherzahlen in Deutschland wurde von der Münchner Sexual- und Paartherapeutin Heike Melzer erörtert, die feststellte, dass einige ihrer Kunden ihren Pornokonsum während der Corona-Pandemie reduzieren wollten, während andere ihren Konsum erhöhen, um sich von der Angst vor Arbeitslosigkeit und der Ansteckung mit dem Virus zu betäuben oder abzulenken.

## Weitere Geschäftsfelder des Anbieters
Im November 2016 brachte das Unternehmen ein eigenes Bier auf den Markt. Das belgische Craft-Bier hat einen Alkoholgehalt von 8,5 % und war innerhalb der ersten fünf Tage ausverkauft.
In Kooperation mit dem niederländischen Erfinder Moos Neimeijer stellte das Unternehmen im Mai 2017 den Minimeyes vor, einen Bewegungsmelder, der mit Hilfe von Infrarotstrahlung den Raum überwacht und automatisch die offenen Fenster auf dem Computer schließt, wenn jemand eintritt.
Im Juni 2017 entwickelte der Anbieter eine Sexpuppe mit dem Namen xHamsterina. Das Aussehen der Puppe sei den Vorlieben der Nutzer angepasst.
Das Unternehmen produzierte darüber hinaus eine pornografische Castingshow namens The Sex Factor im Jahr 2016. In diesem Reality-Format kämpften die Wettbewerber darum, Pornostar zu werden.

## Enthüllung der Eigentümer
Die Gründer und eigentlichen Eigentümer von xHamster wurden über Jahre geheim gehalten. Laut einem am 15. Oktober 2021 im Nachrichtenmagazin Der Spiegel veröffentlichten Enthüllungsbericht, der auf eigenen Recherchen und denen des NDR-Formats STRG_F basiert, sind Oleg Netepenko und Dmitri Gussew, der gelegentlich unter dem Pseudonym „Alex Hawkins“ als Unternehmenssprecher in Erscheinung tritt, die Gründer und bis heute die eigentlichen Besitzer und Profiteure der Website. Hinter xHamster steht demnach das zypriotische IT-Unternehmen Wisebits, an dem Netepenko 90 % und Gussew 10 % der Anteile halten. Das offiziell als Betreiber fungierende Unternehmen Hammy Media Ltd soll eine Strohmannkonstruktion sein. Anlass für die Recherchen der Journalisten waren Fälle voyeuristischer Videos, die ohne Wissen der gezeigten Personen aufgenommen und bei xHamster veröffentlicht worden waren. Unmittelbar nachdem Netepenko und seine Unternehmen mit den Rechercheergebnissen konfrontiert worden waren, wurden zahlreiche solcher problematischen Inhalte gelöscht.